# Lòbul de Roche

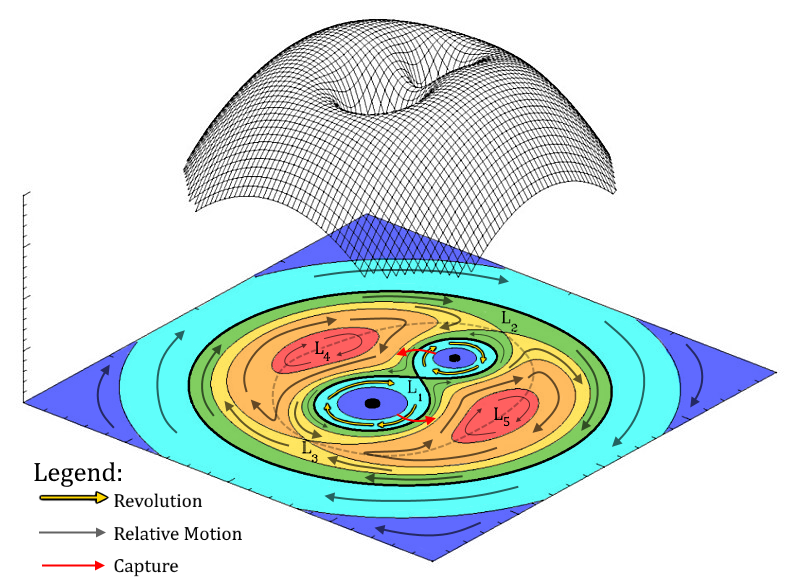
Representació tridimensional del potencial de Roche en un sistema binari d'estrelles.

El lòbul de Roche és la regió de l'espai al voltant d'una estrella en un sistema binari en la qual el material que l'òrbita està lligat gravitacionalment a la dita estrela. Si l'estrela s'expandeix més enllà del seu lòbul de Roche aleshores el material exterior al lòbul és atret per l'altra estrela on pot caure formant un disc d'acreixement.
El lòbul de Roche es diferencia del límit de Roche que aquest últim representa la distància a què un objecte orbitant un cos central massiu es trencaria a causa dels efectes de les forces de marea. Ambdós conceptes van ser formulats i estudiats matemàticament per l'astrònom francès Édouard Roche.
El lòbul de Roche té una forma semblant a una gota d'aigua estirada amb el vèrtex de la gota apuntant cap a l'objecte secundari i situat en el punt de Lagrange L1. El lòbul de Roche es defineix com la superfície de màxim equipotencial gravitacional del sistema binari. Prop de cada estrela les superfícies del mateix potencial gravitacional són aproximadament esfèriques i concèntriques sobre cada estrela i lluny del sistema binari les superfícies equipotencials són el·lipsoides allargats paral·lels a l'eix que unix els centres d'ambdues estrelles. La superfície equipotencial crítica entre ambdós casos en forma de vuit defineix els dos lòbuls de Roche.
A l'hora de calcular l'energia potencial és necessari utilitzar un sistema de referència que gira amb el sistema binari. Atès que aquest sistema de referència no és inercial els potencials gravitacionals de cada estrela han de complementar-se amb un pseudopotencial representatiu de la força centrífuga. El pseudopotencial és proporcional al quadrat de la distància en cada punt a l'eix de rotació del sistema.
Quan un dels dos cossos centrals creix més enllà del seu lòbul de Roche el material exterior al lòbul penetra en l'interior del lòbul de Roche de l'altre objecte. Aquest procés pot ser destructiu per al primer objecte, ja que al perdre massa el seu lòbul de Roche es contrau encara més deixant major material en l'exterior i accelerant la seva desintegració en favor d'un augment de massa de l'altre objecte el lòbul de Roche De La Qual s'expandeix progressivament.
El flux de material a través del lòbul de Roche és responsable d'un bon nombre de fenòmens astronòmics com noves recurrents (estrelles binàries amb una gegant roja i una nana blanca el prou pròximes perquè el material de la gegant es desplace fins a la nana blanca), binàries de rajos X i  púlsars de període mil·lisegons.